# Allée des Closeaux
L'allée des Closeaux est une voie de circulation des jardins de Versailles, en France.

## Description
L'allée des Closeaux débute au sud-ouest au carrefour de l'allée des Oies et de l'avenue de la Tuilerie et se termine environ 350 m au nord-est sur l'allée de Choisy.